# Nöbdenitz
Nöbdenitz es una localidad situada en el municipio de Schmölln del distrito de Altenburger Land, en el estado federado de Turingia (Alemania), a una altitud de 230 metros. Su población es de unos seiscientos habitantes.
Hasta el 1 de enero de 2019, cuando se incorporó al actual municipio de Schmölln, Nöbdenitz era sede de un municipio que en sus últimos años contaba con una población de unos novecientos habitantes y abarcaba en su término municipal a las localidades de Burkersdorf, Lohma, Untschen y Zagkwitz. Todas estas localidades son actualmente pedanías de Schmölln y en su origen eran municipios que se agruparon en la segunda mitad del siglo XX: el municipio de Nöbdenitz se formó mediante fusión con Lohma entre 1950 y 1951, mientras que los otros tres pueblos formaban hasta 1974 el municipio de Untschen.